# Ryōko Shinohara

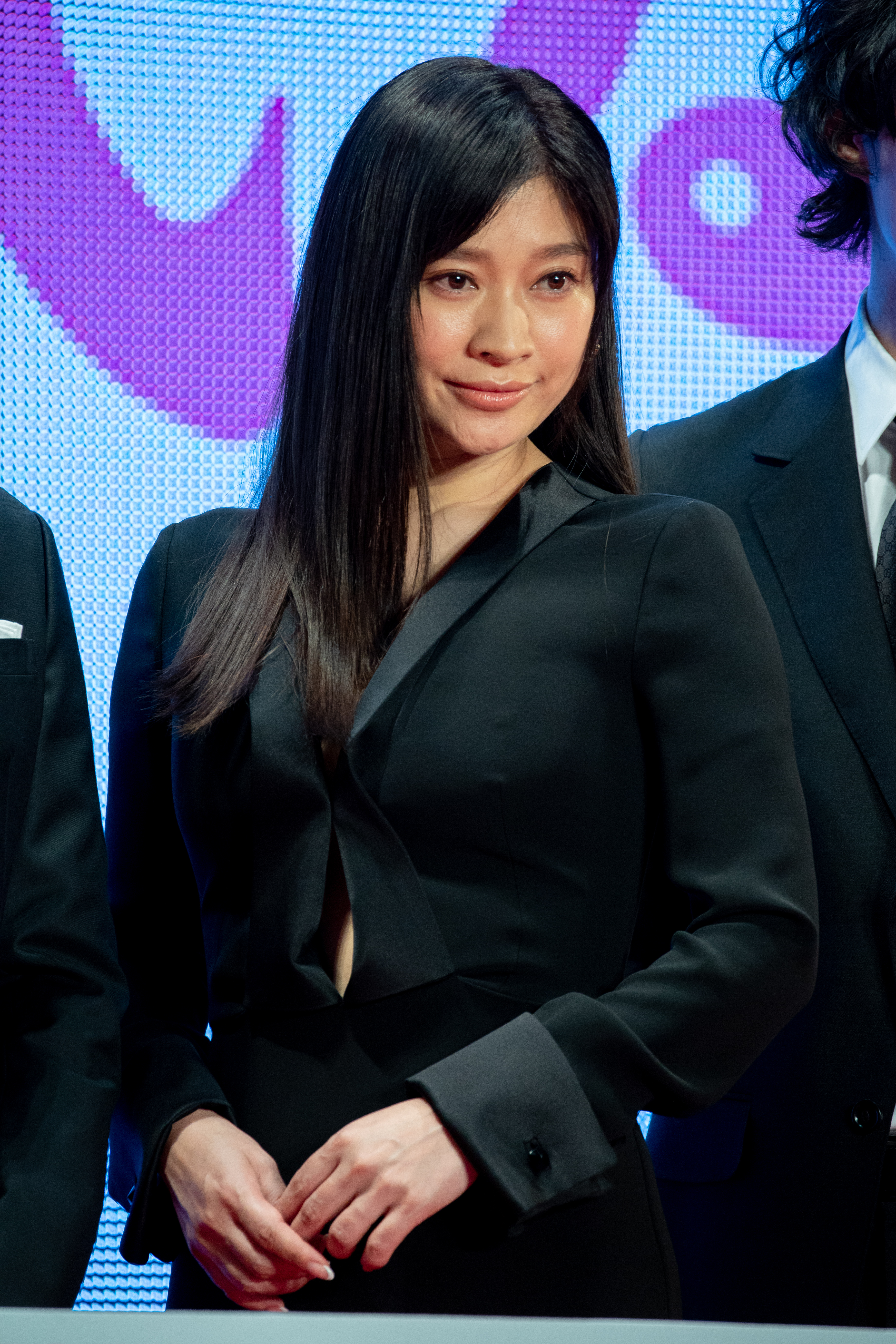
Ryōko Shinohara, 2018

Ryōko Shinohara (japanisch 篠原 涼子 Shinohara Ryōko; * 13. August 1973 in Kiryū) ist eine japanische Schauspielerin und Sängerin.

## Leben und Karriere
Shinohara wurde am 13. August 1973 in Kiryū geboren. Bekannt wurde sie als Sängerin 1994 für den Song Itoshisa to Setsunasa to Kokoro Zuyosa to und landete auf Platz eins. 1995 brachte sie ihr nächsten Album Lady Generation: Shukujo no Jidai raus. Ihr Debüt als Schauspielerin gab sie in den Film Shin Funky Monkey Teacher Dotsukaretarunen. Außerdem tauchte sie 2004 in dem Film Kamikaze Girls auf. 2006 bekam sie in der Serie Unfair die Hauptrolle. 2018 gewann Shinohara die Auszeichnung Japanese Academy Award.

## Filmografie (Auswahl)
- 1994: Shin Funky Monkey Teacher Dotsukaretarunen
- 1995: Funky Monkey Teacher Forever
- 1996: Happy People
- 1998: June Bride
- 1998: Beru Epokku
- 2001: Calmi Cuori Appassionati
- 2002: Totunyuuseyo! Asama Sansou Jiken
- 2004: Kamikaze Girls
- 2019: Bento Harassment
- 2022: Wedding High[4]
- 2022: Fishbowl Wives[5]

## Diskografie

### Alben
- 1993: Ryoko from Tokyo Performance Doll
- 1995: Lady Generation
- 1997: Sweets: Best of Ryoko Shinohara

### Singles
- 1991: „Koi wa Chanson“
- 1992: „Squall“
- 1994: „Sincerely“
- 1995: „Itoshisa to Setsunasa to Kokoro Zuyosa to“
- 1995: „Motto Motto...“
- 1995: „Lady Generation“
- 1995: „Dame!“
- 1996: „Heibon na Happy ja Monotarinai“
- 1996: „Shiawase wa Soba ni Aru“
- 1996: „Party o Nukedasō!“
- 1997: „Goodbye Baby“
- 1998: „Blow Up“
- 1998: „A Place in the Sun“
- 2000: „Rhythm to Rule“
- 2001: „Someday Somewhere“
- 2003: „Time of Gold“ mit Junpei Shiina

## Auszeichnungen

### Gewonnen
- 2018: 43rd Hochi Film Award in der Kategorie „Beste Schauspielerin“[6]
- 2019: 61st Blue Ribbon Awards in der Kategorie „Beste Schauspielerin“
- 2019: 42nd Japan Academy Prize in der Kategorie „Beste Schauspielerin“